# Margherita Luti

Raffael, La Fornarina, 1518/19, Galleria Nazionale d’Arte Antica im Palazzo Barberini, Rom

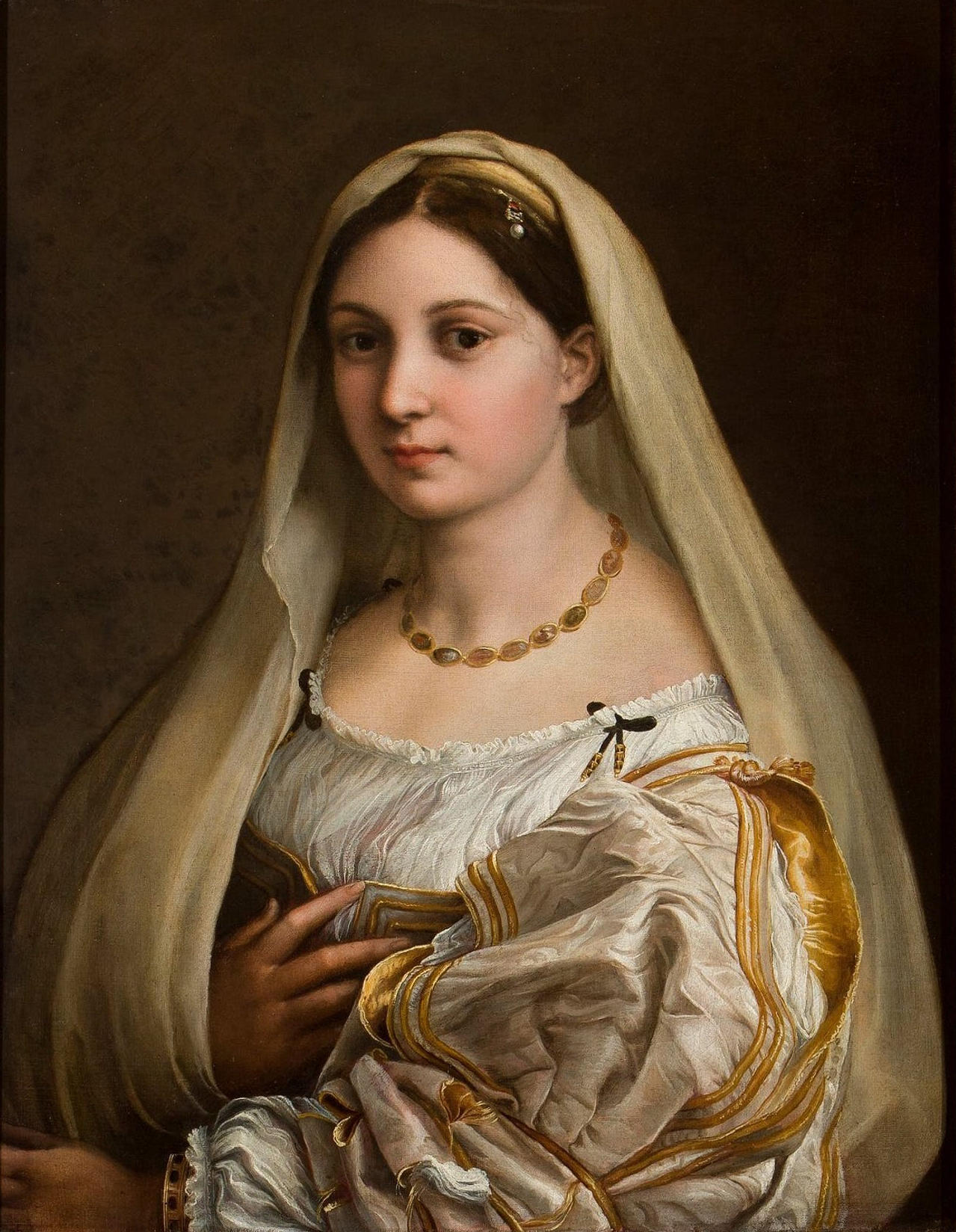
Raffael, La Velata (auch La Donna Velata), 1516, Galleria Palatina, Florenz

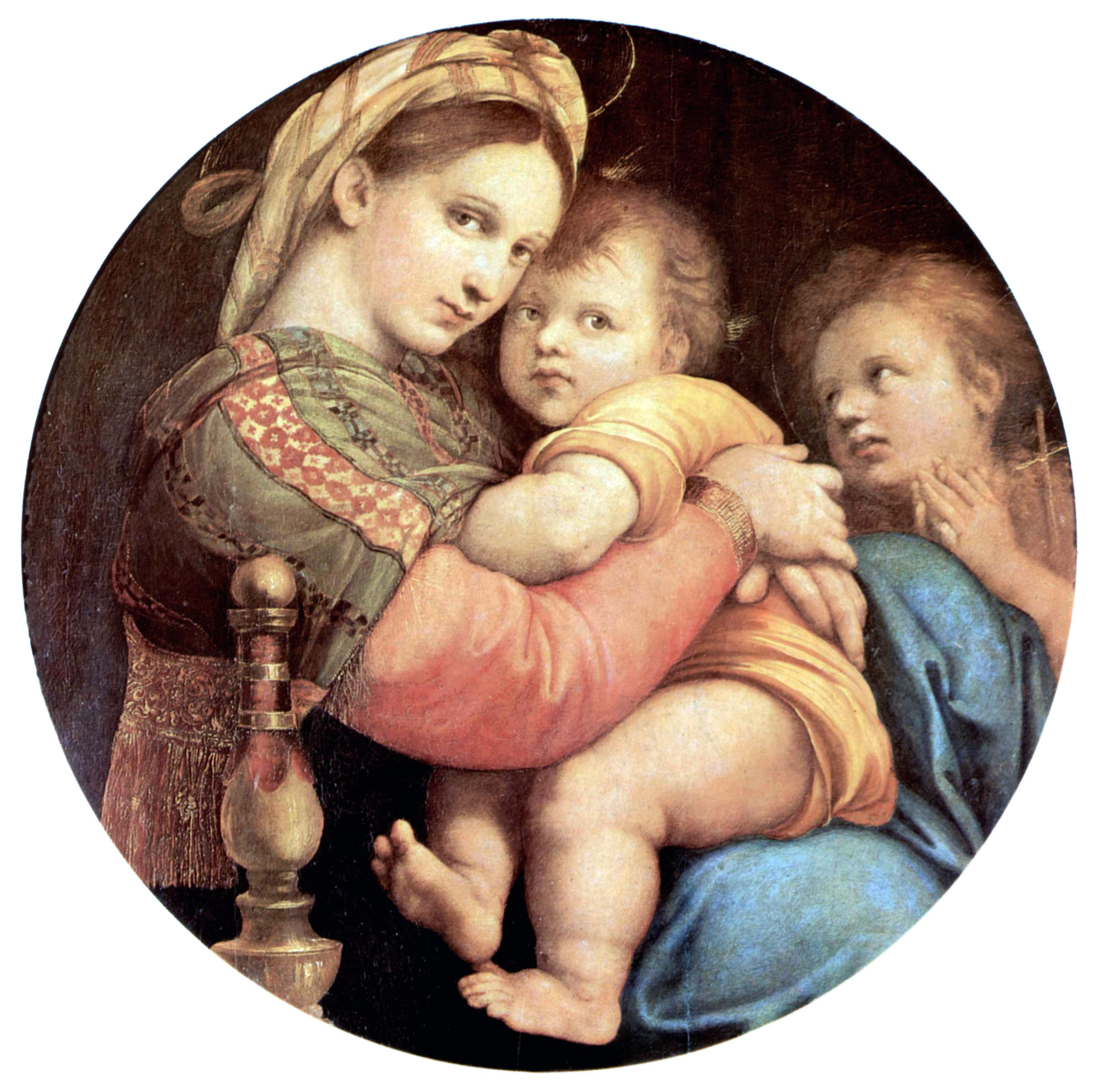
Raffael, Madonna della seggiola, 1513–1514, Galleria Palatina, Florenz

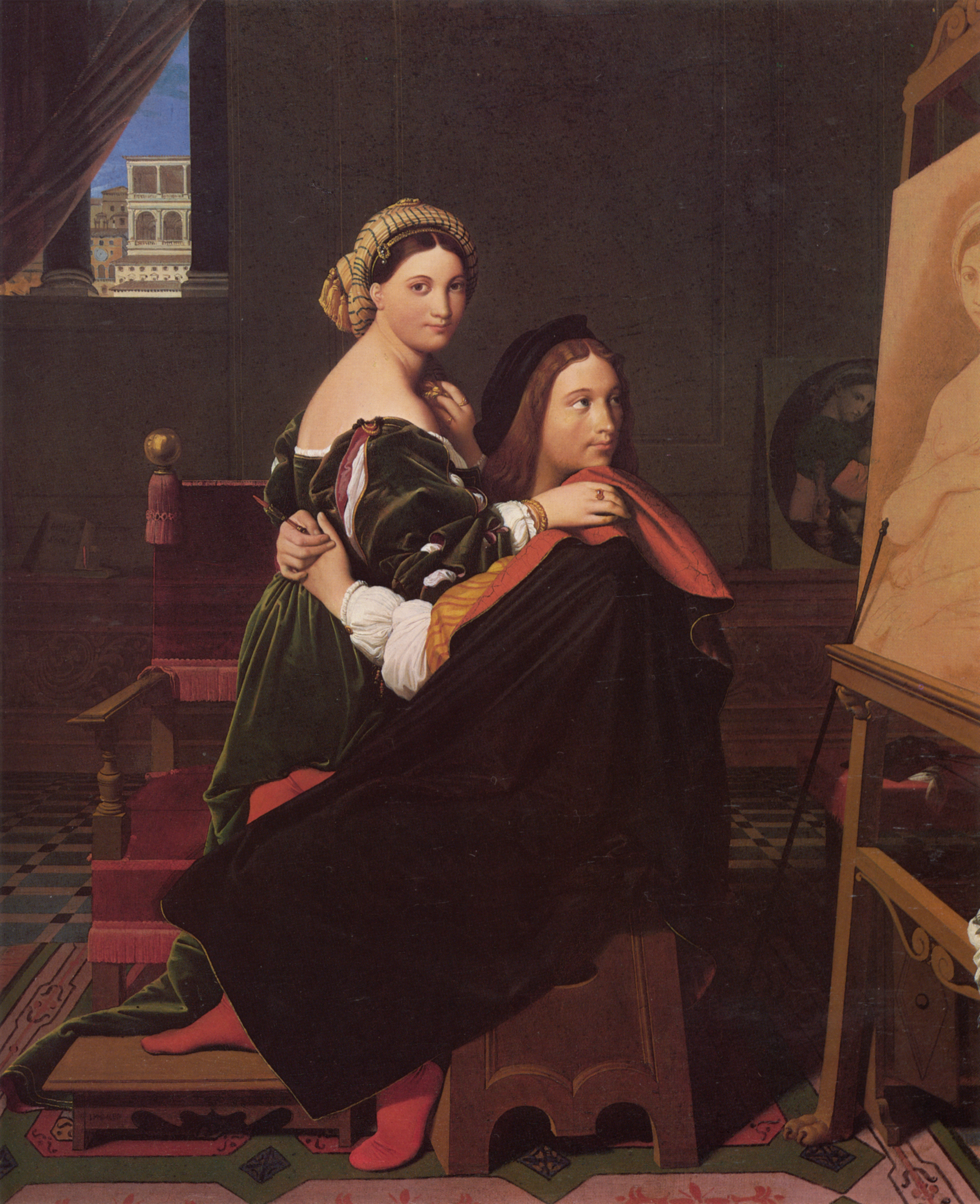
Jean Auguste Dominique Ingres, Raffael et La Fornarina, 1811–1812, Fogg Art Museum, Harvard University Art Museum in Cambridge, Massachusetts, USA

Margherita Luti, genannt La Fornarina (ital. für „die kleine Bäckerin“; * um 1490 in Siena; † nach 1550), war das bevorzugte Modell des Malers Raffael und vermutlich dessen Geliebte. Das gleichnamige Bild, das um 1520 entstand, befindet sich in der Galleria Nazionale d’Arte Antica in Rom.

## La Fornarina
Das hochrealistische Bildnis der Dame mit dem entblößten Oberkörper schuf Raffael in den Jahren 1518/19. Die Dargestellte wurde zunächst mit „Fornarina“ (Bäckerstochter) bezeichnet und erst im 19. Jahrhundert mit Margherita Luti, einer aus Siena stammenden Tochter des Bäckers Francesco Luti, in Verbindung gebracht. Zugleich wurde vermutet, dass es sich um Raffaels Geliebte handele, obwohl dafür keine sicheren schriftlichen Quellen vorliegen. Es wird aber allgemein akzeptiert, dass es eindeutige Hinweise auf diese persönliche Verbindung gibt. So trägt die Dargestellte am linken Oberarm in Brusthöhe einen blauen Armreif mit goldgefassten Rändern, in den Raffael die Signatur RAPHAEL URBINAS einarbeitete. Linana de Girolami Cheney sieht dies als Hinweis für ein „Hochzeitsbild“. Raffael starb ein Jahr später an seinem 37. Geburtstag. Nach Vasari war Margherita Luti bei Raffaels Tod anwesend, er soll ihr eine beträchtliche Geldsumme hinterlassen haben. Nach einer anderen Quelle trat Luti vier Monate nach Raffaels Tod in die Congregation Sant’Apollonia im römischen Stadtteil Trastevere ein, eine Einrichtung für gefallene, doch bußfertige Frauen, während das Vermögen an Raffaels Familie ging.

## Margherita Luti
Raffael hat einer Vielzahl seiner Madonnen das Antlitz der Bäckerstochter Margherita gegeben. Vasari wies darauf hin, dass Raffael bereits 1516 mit „La Velata“. (auch La Donna Velata) ein persönliches Porträt der Margherita Luti malte. Das Bildnis der bedeckten Schönheit misst 85 × 64 cm und befindet sich im Besitz der Galleria Palatina in Florenz. Mit La Donna Velata verfügte „[…] der Meister […] jetzt über eine Schärfe der Charakteristik, die mit dem Ausdruck der Individualisierung Ewigkeitswerte vereinigt.“ Als weitere Darstellung der Luti gilt die Madonna della seggiola. 1513–1514, Öl auf Holz, 7 × 71 cm, ebenfalls in der Galleria Palatina, Florenz.

## Künstlerliebe
Neben Fra Filippo Lippis (1457–1504) Liebesverhältnis mit der Novizin Lucrezia, der Tochter des Florentiner Bürgers Francesco Buti, galt Raffaels Beziehung zu Margherita Luti in der Kunstgeschichte als romantisches Sinnbild der Künstlerliebe.
Als Teil eines Raffael-Zyklus wurde das Paar von Jean-Auguste-Dominique Ingres auf dem 1811–1812 entstandenen Gemälde Raffael et La Fornarina dargestellt, das sich im Fogg Art Museum, Harvard University Art Museum in Cambridge, Massachusetts (USA) befindet. Hans Belting nimmt an, dass sich Ingres selbst, als junger Ehemann und Maler, tief in das Leben seines angebeteten Vorbilds Raffael einfühlte. Pablo Picasso hat Raffael und Fornarina 1968 in einer Serie von Radierungen dargestellt.
In der 1824 publizierten Meisternovelle Raffael und seine Nachbarinnen hat Achim von Arnim die Geschichte von der schönen Bäckerin – frei nach Vasari – verarbeitet. Die amerikanische Fotokünstlerin Cindy Sherman parodierte Raffaels Werk in ihrer Arbeit Untitled #205, 1989, in der Werkreihe der History Portraits.